# Another World (альбом Брайана Мэя)
Another World — второй сольный альбом гитариста рок-группы Queen Брайана Мэя.

## Об альбоме
Изначально этот альбом задумывался как кавер-альбом. Барабанщик Кози Пауэлл участвовал в записи альбома, но погиб в автомобильной аварии до того, как альбом был закончен.
Гитарист Джефф Бек участвовал в записи песни "The Guv'nor".
Песня "Business" была музыкальной темой первого сезона комедийно-драматического сериала "Frank Stubbs Promotes", а композиция "On My Way Up" использовалась для второго сезона.
Альбом посвящен покойной матери Брайана Мэя.
В феврале 2022 года Мэй объявил, что альбом будет переиздан в рамках серии Brian May Gold Series. Переиздание было выпущено 22 апреля того же года.

## Список композиции
Все песни написаны Брайаном Мэем, кроме указанных ниже.
1. «Space» – 0:47
2. «Business» – 5:07
3. «China Belle» – 4:01
4. «Why Don't We Try Again» – 5:24
5. «On My Way Up» – 2:57
6. «Cyborg» – 3:54
7. «The Guv'nor» – 4:13
8. «Wilderness» – 4:52
9. «Slow Down» (Ларри Уильямс) – 4:18
10. «One Rainy Wish[англ.]» (Джимми Хендрикс) – 4:05
11. «All The Way From Memphis[англ.]» (Иэн Хантер) – 5:16
12. «Another World» – 07:30

## Чарты
| Чарты (1998)                     | Позиция |
| -------------------------------- | ------- |
| Австрия (Ö3 Austria)             | 48      |
| Нидерланды (Album Top 100)       | 47      |
| Германия (Offizielle Top 100)    | 32      |
| Великобритания (UK Albums Chart) | 23      |

| Чарты (2022)                      | Позиция |
| --------------------------------- | ------- |
| Австрия (Ö3 Austria)              | 47      |
| Бельгия/Валлония (Ultratop)       | 95      |
| Германия (Offizielle Top 100)     | 15      |
| Япония (Oricon)                   | 35      |
| Шотландия (Scottish Albums Chart) | 6       |
| Испания (PROMUSICAE)              | 39      |
| Швейцария (Schweizer Hitparade)   | 31      |
| Великобритания (UK Albums Chart)  | 14      |